# Мелеховский сельский совет (Чернухинский район)
Мелеховский сельский совет (укр. Мелехівська сільська рада) — входит в состав
Чернухинского района
Полтавской области
Украины.
Административный центр сельского совета находится в 
с. Мелехи.

## Населённые пункты совета
- с. Мелехи
- с. Городище
- с. Загребелье